# 野笠薹草
野笠薹草（学名：Carex drymophila）为莎草科薹草属的植物。分布在俄罗斯远东地区和东西伯利亚地区、蒙古、朝鲜以及中国大陆的内蒙古、黑龙江、吉林等地，生长于海拔200米至700米的地区，常生长在林区潮湿的草地。

## 变种
- 黑水薹草（学名：Carex drymophila var. abbreviata）为莎草科薹草属野笠薹草的变种。分布于日本、俄罗斯远东地区、朝鲜以及中国大陆的吉林、内蒙古、黑龙江等地，多生长在沼泽地、湖边、河岸边或草甸。